# Мэсси, Рэймонд
Рэймонд Мэсси (англ. Raymond Massey; 30 августа 1896, Торонто — 29 июля 1983, Лос-Анджелес) — канадский киноактёр, номинант на премию «Оскар». Обладатель именной звезды на Голливудской «Аллее славы».

## Биография
Рэймонд Харт Мэсси родился 30 августа 1896 года в Торонто, Канада, в семье Анны Мэсси и Честера Дэниэла Мэсси, богатого владельца компании «''Massey Ferguson''». Окончил среднюю школу ''Upper Canada'' и Торонтский университет. В разгар Первой мировой войны Мэсси вступил в ряды канадской армии и на протяжении всех боевых действий служил артиллеристом на Западном фронте.
Возвратившись в мирную Канаду контуженным, Мэсси впервые появился на сцене лондонского театра в 1922 году. Семью годами спустя состоялся дебют актёра в кино, в картине «Высшая степень измены», где Мэсси сыграл эпизодическую роль архитектора. Наиболее запоминающиеся роли актёра того периода — Шерлок Холмс в «Пёстрой ленте» (1931), Филип Уэвертон в «Старом тёмном доме» (1932), Джон Кабал и Освальд Кабал в «Облике грядущего», король Испании Филипп II в «Пламени над Англией» и принц Михаэль в «Пленнике Зенды».
В 1941 году за роль президента США Авраама Линкольна в биографической драме Джона Кромвелла «Эйб Линкольн в Иллинойсе» Рэймонд Мэсси номинировался на престижную премию «Оскар», однако проиграл Джеймсу Стюарту. В 1962 году актёр ещё раз сыграл Линкольна в картине «Как был завоёван Запад». После выдвижения на «Оскар» Мэсси ещё чаще стали приглашать в кино. Актёр сыграл Дина Грэма в триллере Кёртиса Бернхардта «Одержимая» (1947) и Гейла Уайненда в драме Кинга Видора «Источник» (1949).
Последними ролями Рэймонда Мэсси в кино стали роли Проповедника в вестерне Джея Ли Томпсона «Золото Маккенны» и Мэттью Каннингэма в комедии «День рождения моих дорогих дочерей». Рэймонд Мэсси скончался от пневмонии 29 июля 1983 года в Лос-Анджелесе. Похоронен в мемориальном парке Beaverdale, Нью-Хейвен, штат Коннектикут. В тот же день умер и близкий друг Мэсси Дэвид Нивен. Ходили слухи, что Нивен скончался после того, как узнал о смерти Мэсси.

### Личная жизнь и семья
Рэймонд Мэсси был трижды женат:
- на Марджери Фримэнтл (1921—1929; есть сын, ставший архитектором — Джеффри Мэсси)
- на актрисе Эдрианн Аллен (1929—1939; есть двое детей, также ставших актёрами — Анна Мэсси и Дэниэл Мэсси)
- на Дороти Уитни (1939 — до её смерти)

Старшим братом Рэймонда Мэсси являлся генерал-губернатор Канады Винсент Мэсси (1887—1967).

## Факты
В честь актёра в его родном городе Торонто был создан коктейль «Рэймонд Мэсси», делающийся из хлебной водки, имбирного сиропа и шампанского.

## Избранная фильмография
| - «Высшая степень измены» (1929) — архитектор - «Пёстрая лента» (1931) — Шерлок Холмс - «Старый тёмный дом» (1932) — Филип Уэвертон - «Алый Первоцвет» (1934) — гражданин Шовелен - «Облик грядущего» (1936) — Джон Кабал / Освальд Кабал - «Пламя над Англией» (1936) — Филипп II - «Пленник Зенды» (1937) — принц Михаэль - «Ураган» (1937) — губернатор Юджин де Лааж - «Барабан» (1938) — принц Гуль - «Эйб Линкольн в Иллинойсе» (1940) — Авраам Линкольн - «Дорога на Санта-Фе» (1940) — Джон Браун - «49-я параллель» (1941) — Энди Брок - «Отчаянное путешествие» (1942) — майор Отто Бомейстер - «Пожнёшь бурю» (1942) — Кинг Катлер - «Война в Северной Атлантике» (1943) — капитан Стив Джарвис | - «Мышьяк и старые кружева» (1944) — Джонатан Брюстер - «Женщина в окне» (1944) — окружной прокурор Фрэнк Лэйлор - «Лестница в небо» (1946) — Авраам Фарлэн - «Траур к лицу Электре» (1947) — бригадный генерал Эзра Мэннон - «Одержимая» (1947) — Дин Грэм - «Источник» (1949) — Гейл Уайненд - Молния (1950) — Лиланд Уиллис - «Налей ещё» (1951) — Джон Ивс - «Давид и Батшеба» (1951) — Нафан - «Боевой клич» (1955) — генерал-майор Снайпс - «К востоку от рая» (1955) — Адам Траск - «Нагие и мёртвые» (1958) — генерал Каммингс - «Как был завоёван Запад» (1962) — Авраам Линкольн - «Золото Маккенны» (1969) — проповедник - «День рождения моих дорогих дочерей» (1973) — Мэттью Каннингэм |